# Manuel Márquez de León
Manuel Márquez de León (5 de marzo de 1822, en San Antonio B.C.S. - 27 de julio de 1890) fue un militar, pensador y político mexicano. Fue héroe en la Guerra de 1847 entre México y Estados Unidos y fue gobernador los estados de Durango y Sinaloa.

## Vida
Nació en un pueblo minero ubicado al sur de la península de Baja California (hoy estado de Baja California Sur), México. 
Ingresó a la escuela de marina a los 21 años, de donde pasó como miembro de la Marina de Guerra como Segundo Comandante de la goleta Anáhuac.
En 1844 Manuel se encontraba en su servicio como marino, en el puerto de Mazatlán, cuando estalló guerra contra los Estados Unidos, cuando el comodoro norteamericano Jones pretendió anexarse por la fuerza a la Península de Baja California. Márquez de León organizó una expedición para proteger y defender los intereses nacionales. Al declararse la guerra entre México y Estados Unidos, combatió en varias ocasiones, logrando destacar en las batallas de Mazatlán en las Olas Altas, Puerto Viejo y Urías. Logró capturar la embarcación "Natalia" que procedía de Valparaíso y que venía cargada de enseres para los enemigos. La guerra duró dos años. Sus actos militares le redituaron dos ascensos.
Una vez terminada la guerra, en 1848 se retiró de las actividades militares para establecerse de nuevo la península en el poblado de Todos Santos donde emprendió a explotar trabajos primarios tales como la minería, agricultura, ganadería. En su natal San Antonio trabajó la minería, para lo cual tuvo un relativo éxito económico, y en 7 años logró reunir una fortuna, misma que invirtió para proporcionar sus servicios de protección a la nación.
Con el dinero que tenía se dio a la tarea de sostener una de las compañías completas de la Guardia Nacional que enfrentaba a los invasores en Baja California, y que posteriormente, en el año de 1853, combatiría contra el navegante filibustero William Walker quien pretendía crear en la península y en Sonora la "República de las Dos Estrellas", a quien logro derrotar y expulsar de México.
En la Guerra de Reforma suministró armamento y útiles necesarios para la formación de un Batallón de Artillería con 226 plazas y además alistó los buques Suerte, Confianza y Perla, empuñando la espada como jefe de las tropas y en un acto de destreza tomó el puerto de San Blas que estaba defendido por ocho cañones y el barco Santiago, que poseía otros dos. 
Fue diputado del Congreso Constituyente de 1856-1857, representante de Baja California, aunque no firmó el acta porque fue enviado a tareas militares al noroeste del país. Contra el ejército de los conservadores organizó el batallón de infantería “Cazadores de California”. Al término de la Intervención le concedieron el grado de Coronel de Brigada “por los buenos servicios que tiene prestados en la causa de la libertad.”
A principios de 1862 el presidente de la República don Benito Juárez declara el estado de sitio en el país a raíz de la intervención francesa y lo nombró comandante general y gobernador de Sinaloa, quien se desempeñó en ese cargo hasta el 30 de abril de ese mismo año. De ahí pasa a subjefe del ejército en Jalisco. Se repliega a San Francisco, Estados Unidos a consecuencia del asedio francés pero regresa pronto a México y se pone al mando de la lucha republicana en el estado de Durango. Posteriormente fue designado Gobernador de Durango.
En la Guerra de la Intervención Francesa llegó a participar en varias batallas, como por ejemplo las de Mascota, Mesa de la Ramura y Segundo Cielo. También se le encomendó el asalto de Mazatlán por el lado del Astillero la madrugada del 12 de noviembre de 1866 en que murió el famoso capitán francés Latast. Más tarde tomó la plaza de Zamora y participó en el memorable sitio de Querétaro.
Luego fue electo diputado por el V distrito de Sinaloa, hasta 1871. Fue Jefe de la División de Occidente y Comandante Militar de la región constituida por los Estados de Sinaloa, Sonora y Territorio de Baja California. 
Siendo Presidente Benito Juárez y Diputado el general Márquez de León, este se opuso a las facultades extraordinarias pedidas por Juárez, quien supo apreciar su valor civil y tomó en cuenta sus juiciosas sugerencias, para enviarlo luego a poner orden cuando el pronunciamiento de San Luis.
Combatió al lado del general Porfirio Díaz y secundó el Plan de La Noria. Fue nombrado en 1876 encargado de la Aduana de San Blas, después comandante general de la Mar del Sur y comandante general de las Fuerzas Federales en Sinaloa. Apoyó el Plan de Tuxtepec (contra Sebastián Lerdo de Tejada) y contribuyó al encumbramiento de Porfirio Díaz en quien veía al hombre que la nación necesitaba para su consolidación.
Sin embargo tiempo después, vio que su viejo amigo y compañero de armas pretendía tomar el poder indefinidamente, acusando a Díaz de incumplimiento al Plan de Tuxtepec. Además, el militar sudcaliforniano, presentó su renuncia al cargo de comandante general del Mar del Sur que el propio Díaz le había conferido.
Inmediatamente se levantó en armas en el Territorio de la Baja California  con el "Plan Revolucionario de El Triunfo", como protesta por lo que él ya vislumbraba como una larga era dictatorial. Márquez de León logró apoderarse del puerto de La Paz en diciembre de 1879, haciendo que el Jefe Político de ese entonces, Andrés L. Tapia, huyera con el resto del Gobierno Federal al puerto de Mazatlán. Márquez nombra jefe político a su sobrino Clodomiro Cota, quien mantiene el control del territorio hasta finales de enero de 1880. Ante el descubrimiento de la conspiración en Sinaloa los apoyos del general Terrones, que espera Márquez de la contracosta, nunca lograron llegar a territorio peninsular; además, el gobierno porfirista mandó que la tropa de la comandancia militar destacada en Sonora al mando del general José Guillermo Carbó se trasladara a La Paz para someter la revolución marquista. Ante las desventajas físicas y militares, Márquez de León opta por escapar hacia el norte de la península, tratando de encontrar mejores condiciones de dar pelea en la Frontera. De abril a mayo de 1880 cruza hacia los Estados Unidos, en mayo ingresa de nuevo a territorio nacional por Sonora, libra algunas batallas cerca del Río Colorado en el poblado de Los Algodones y finalmente es frenado en Ures. Regresa a los Estados Unidos y vive desterrado en San Francisco, California, hasta que se le permitió su regreso a México en 1884, ya que fue perdonado y amnistiado. 
Murió de enfisema pulmonar en la Ciudad de México el 27 de julio de 1890. Sus restos permanecieron sepultados desde esa fecha en el Panteón Dolores de la capital del país hasta 1985, cuando fueron exhumados y trasladados a la Rotonda de los Sudcalifornianos Ilustres, en La Paz, B.C.S.

## Reconocimientos
- El calendario cívico de Baja California Sur indica que todas las instituciones del Estado deben izar su bandera a media asta el día 27 de julio, en recuerdo de la muerte del general Manuel Márquez de León.
- En 1985, los restos de Márquez de León descansan en la Rotonda de los Hombres Ilustres ya que sus restos fueron exhumados y trasladados a La Paz para ser depositados en la Rotonda de los Sudcalifornianos Ilustres
- El Aeropuerto Internacional de la ciudad de La Paz, Baja California Sur, lleva su nombre.
- Un corrido lleva su nombre.
- En la Paz, Baja California Sur una colonia muy popular lleva su nombre.

CORRIDO DEL GENERAL MANUEL MÁRQUEZ DE LEÓN
LETRA DEL PROFR. NÉSTOR AGÚNDEZ MARTÍNEZ
I
En Todos Santos nació
un hombre leal y valiente,
que llegó a ser General,
muy querido de la gente.
Su nombre era Manuel
MANUEL MÁRQUEZ DE LEÓN….,
y fue un soldado muy fiel
a nuestra REVOLUCIÓN.
II
Peleó con gran voluntad
y el patriotismo por norma,
defendiendo la verdad
en la GUERRA DE REFORMA.
Con gran denuedo y valor
luchó contra los franceses,
salvando así el honor
de nuestro pueblo con creces.
III
Fue azote de corsarios
que nuestros mares robaban,
venció muchos adversarios
que esclavizarnos pensaban.
También él fue escritor
del Partido Liberal,
que defendió con calor
la pureza de su ideal.
IV
A don Porfirio le dijo:
cumpla el PLAN DE TUXTEPEC,
si no lo hace lucharé
para derrocarlo a usted.
Don Porfirio no cumplió
y entonces Márquez de León,
por esos montes de Dios
batalla cual fiero león.
V
Año del setenta y nueve,
duras batallas libró,
contra tropas gobiernistas
de don Guillermo Carbó.
motivo de esta contienda,
fue no cumplir aquel plan,
que don Porfirio firmó
y después desconoció.
ESTRIBILLO
Vuela, vuela palomita…,
párate en aquel cardón,
y dile a todo el mundo
este fue MÁRQUEZ DE LEÓN.
Vuela, vuela palomita…,
párate en aquel portal,
y cántale este corrido
a ese gran GENERAL.

## Obras de Márquez de León
- En mis ratos de soledad. Pensamientos filosóficos, Editorial Aristos, México, 1977.
- Don Benito Juárez a la luz de la verdad, 2.ª de S Lorenzo, México, 1885.